# Фильдекос
Фильдеко́с (от фр. fil d’Ecosse — «шотландская нить») — тонкая хлопчатобумажная пряжа, туго скручиваемая из нескольких ниток, мерсеризированная и пропущенная через опалку газовыми горелками. Использовалась во второй половине XIX — первой половине XX веков для изготовления тонких трикотажных изделий, прежде всего чулок и перчаток. Производилась в основном в Шотландии, чему и обязана названием.
Фильдепе́рс (от фр. fil de Perse — «персидская нить», также фильдепе́рса) — особо обработанный, более шелковистый и тонкий фильдекос, изделия из фильдеперса были значительно дороже, чем из обычного фильдекоса.
С освоением выпуска синтетических волокон в середине XX века практически вышли из употребления.

## Происхождение и особенности производства
Фильдекос, известный также как «шотландская нить», был особенно популярен в Шотландии из-за холодного климата, который требовал более плотных и долговечных материалов для изготовления трикотажа. Хлопчатобумажная пряжа, используемая для производства фильдекоса, проходила тщательную обработку, включая мерсеризацию и опаливание, что придавало ей шелковистый блеск и повышало прочность. Из фильдекоса часто изготавливали высококачественные чулки и перчатки.

## Фильдеперс: роскошная альтернатива
Фильдеперс, представляющий собой более изысканный и дорогой вариант «персидской нити», был невероятно популярен благодаря своей шелковистой текстуре и блеску, что придавало изделиям из него элитный статус.
В Российской империи и СССР такие изделия были настоящим дефицитом и могли стоить как дорогая обувь. В отличие от фильдекоса, изделия из фильдеперса часто ассоциировались с роскошью и престижем.

## Использование и вытеснение синтетическими материалами
К середине XX века фильдекос и фильдеперс практически вышли из употребления, уступив место синтетическим волокнам, таким как нейлон и капрон. Эти материалы были более экономичными в производстве и предлагали улучшенные характеристики, такие как прозрачность и лёгкость, что сделало их более популярными среди модниц того времени.

## Процесс мерсеризации
Мерсеризация — это ключевая стадия обработки хлопчатобумажных волокон, которая делает фильдекос столь особенным. В процессе мерсеризации хлопковые нити погружаются в щелочной раствор, что приводит к изменению их химической структуры. Это придаёт им блеск, улучшает их прочность и стойкость к окрашиванию, что в свою очередь увеличивает долговечность изделий из фильдекоса. Этот процесс также делает нити более мягкими и гладкими, что особенно важно для создания высококачественных трикотажных изделий, таких как чулки и перчатки.

## Популярность в моде
В конце XIX и начале XX века фильдекос пользовался огромной популярностью в мире моды. Из-за своей тонкости и блеска, он стал выбором номер один для создания высококачественных чулок, перчаток и других трикотажных изделий. Особо ценились изделия из фильдеперса, которые, благодаря своей шелковистой текстуре, использовались для создания элитной одежды и аксессуаров, предназначенных для состоятельных клиентов.

## Использование в разных странах
Помимо Шотландии, фильдекос производился и использовался в других странах, включая Россию. В Российской империи и Советском Союзе фильдекос и фильдеперс пользовались спросом среди тех, кто мог позволить себе изделия из этого дорогого материала. К середине XX века, фильдекос был одним из популярных материалов для создания трикотажных изделий, пока не был вытеснен синтетическими волокнами.
1. 1 2 3 4 5  Фильдекос. Дата обращения: 21 сентября 2024. Архивировано 21 сентября 2024 года.
2. 1 2 3 4 5  Фильдекос 2. Дата обращения: 21 сентября 2024. Архивировано 21 сентября 2024 года.